# Darja Detkowskaja
Darja Detkowskaja (kasachisch Дарья Детковская, engl. Transkription Dariya Detkovskaya; * 26. Februar 2000) ist eine kasachische Tennisspielerin.

## Karriere
Detkowskaja begann im Alter von zehn Jahren mit dem Tennissport. Auf der ITF Women’s World Tennis Tour hat sie bislang einen Titel im Doppel gewonnen. Bei den Asienspielen erreichte sie 2018 an der Seite von Schibek Qulambajewa das Achtelfinale.

## Turniersiege

### Doppel
| Nr. | Datum          | Turnier   | Kategorie   | Belag | Partnerin           | Finalgegnerinnen                 | Ergebnis |
| --- | -------------- | --------- | ----------- | ----- | ------------------- | -------------------------------- | -------- |
| 1.  | 20. April 2018 | Schymkent | ITF $15.000 | Sand  | Schibek Qulambajewa | Polina Bachmutkin Darja Lodikowa | 7:5, 6:4 |